# Mirela Tugurlan
Mirela Tugurlan (Focșani, Rumania, 4 de septiembre de 1980) es una gimnasta artística rumana, campeona del mundo en el concurso por equipos 1997.

## Carrera deportiva
En los JJ. OO. celebrados en Atlanta (Estados Unidos) en 1996 gana el bronce en el concurso por equipos, tras Estados Unidos (oro) y Rusia (plata), siendo sus compañeras de equipo: Simona Amânar, Gina Gogean, Ionela Loaieş, Alexandra Marinescu y Lavinia Miloşovici.
Y en el Mundial de Lausana 1997 gana el oro por equipo, por delante de Rusia y China, siendo sus compañeras en esta ocasión: Simona Amanar, Claudia Presacan, Gina Gogean, Corina Ungureanu y Alexandra Marinescu.